# 까인통
까인통(베트남어: Cảnh Thống / 景統 경통 / 1498년 ~ 1504년 6월)은 베트남 후 레 왕조(後黎朝) 헌종(憲宗) 레땅(黎鏳)의 연호이다.

## 개원
- 홍득(洪德) 28년 2월 6일[1](율리우스력 1497년 3월 9일)에 연호를 까인통(景統)으로 정하고, 다음 해 1월 1일[2](율리우스력 1498년 1월 22일)에 개원함.[3][4]

- 까인통(景統) 7년 6월 6일[5](율리우스력 1504년 7월 17일)에 연호를 타이찐(泰貞)으로 개원함.[6][4]

## 연대 대조표
| 까인통 | 서기(西紀) | 간지(干支) | 명나라 연호     |
| 원년   | 1498년     | 무오(戊午) | 홍치(弘治) 11년 |
| 2년    | 1499년     | 기미(己未) | 홍치 12년       |
| 3년    | 1500년     | 경신(庚申) | 홍치 13년       |
| 4년    | 1501년     | 신유(辛酉) | 홍치 14년       |
| 5년    | 1502년     | 임술(壬戌) | 홍치 15년       |
| 6년    | 1503년     | 계해(癸亥) | 홍치 16년       |
| 7년    | 1504년     | 갑자(甲子) | 홍치 17년       |

## 동시대 연호

### 중국
명(明)
- 홍치(弘治) (1488년 ~ 1505년)

### 일본
- 메이오(明應) (1492년 ~ 1501년)
- 분키(文龜) (1501년 ~ 1504년)
- 에이쇼(永正) (1504년 ~ 1521년)

## 같이 보기
- 베트남의 연호